# Гіперекстензія

Виконання вправи за допомогою римського стільця

Гіперекстензія (англ. hyperextension — перерозгинання) — це рух, при якому розгинання виконується в суглобі за межами нормального діапазону рухів.
Назва гіперекстензії використовується для вправ на розгинання спини, які виконуються на лаві для гіперекстензії у фітнес-залі. Однак назва «гіперекстензії» є неправильною, тому що тут ви намагаєтесь лише витягнути хребет у його нормальному діапазоні, а не за межі нормального діапазону рухів. Коли ви витягуєте спину з прогнутого положення, у кінцевому діапазоні ваша голова та шия залишаються в нейтральному положенні.